# Nowinki (Polkowice)
Nowinki  (deutsch: Heinzenburg) ist ein Weiler in der Stadt- und Landgemeinde Polkowice im Powiat Polkowicki der Woiwodschaft Niederschlesien in Polen. Die Landgemeinde Heinzenburg bestand von 1929 bis 1938, der gleichnamige Amtsbezirk von 1931 bis 1938.

## Geographie
Der Weiler Nowinki liegt an der Straße nach Pogorzeliska (Kriegheide), die in Lubków (Lübenwalde) von der Schnellstraße S3 abzweigt. Nachbarorte sind Sobin (Herbersdorf) im Norden, Jędrzychów im Südosten und Włoszczów (Neugut, Heinzenburg-Neuguth) im Westen. Die Kreisstadt Polkowice (Polkwitz) liegt etwa fünf Kilometer nördlich, Lubin (Lüben) zwölf Kilometer südöstlich. 

## Geschichte

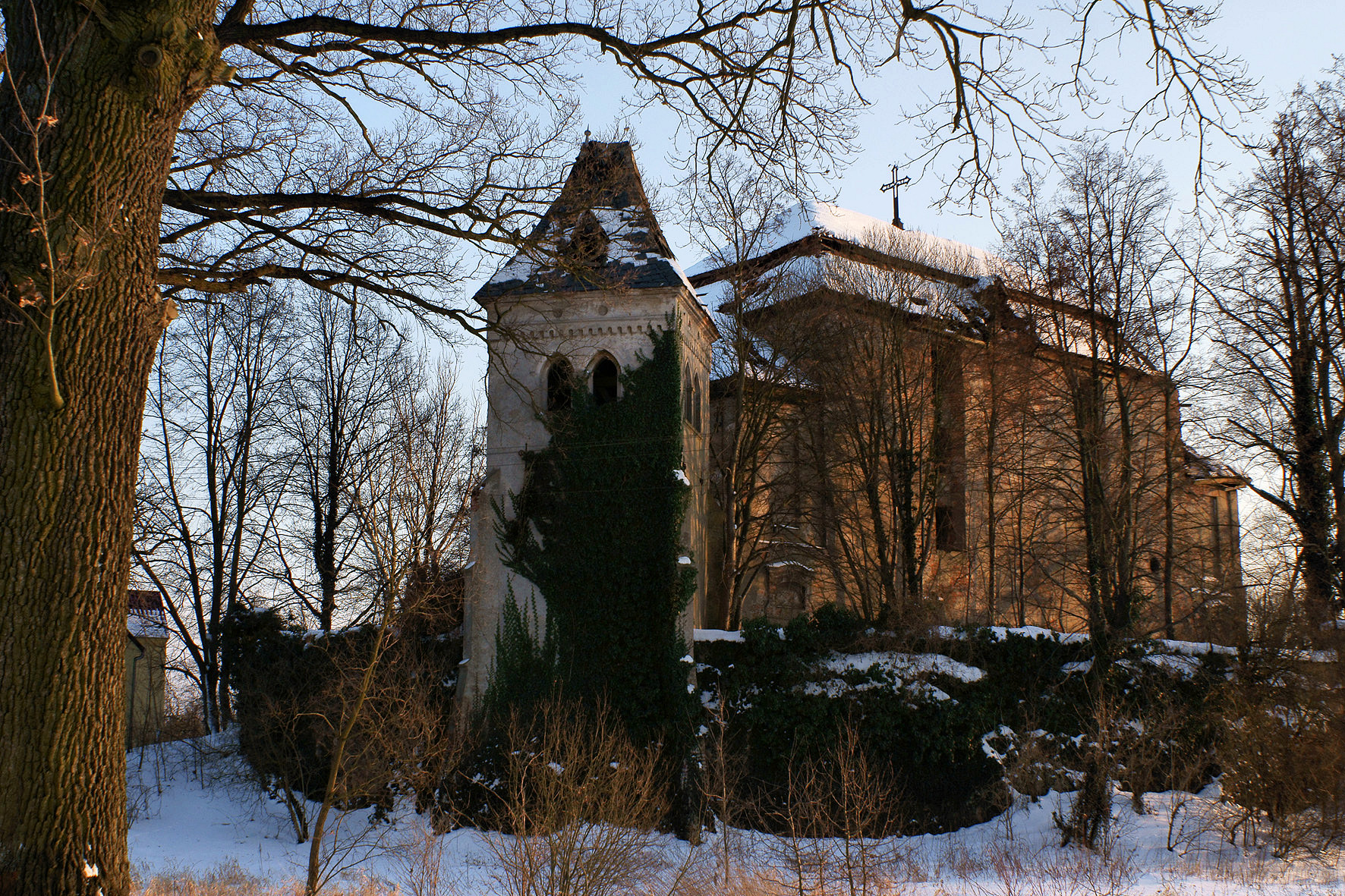
Ansicht von Kirche, Turm und Einfriedung (2010)

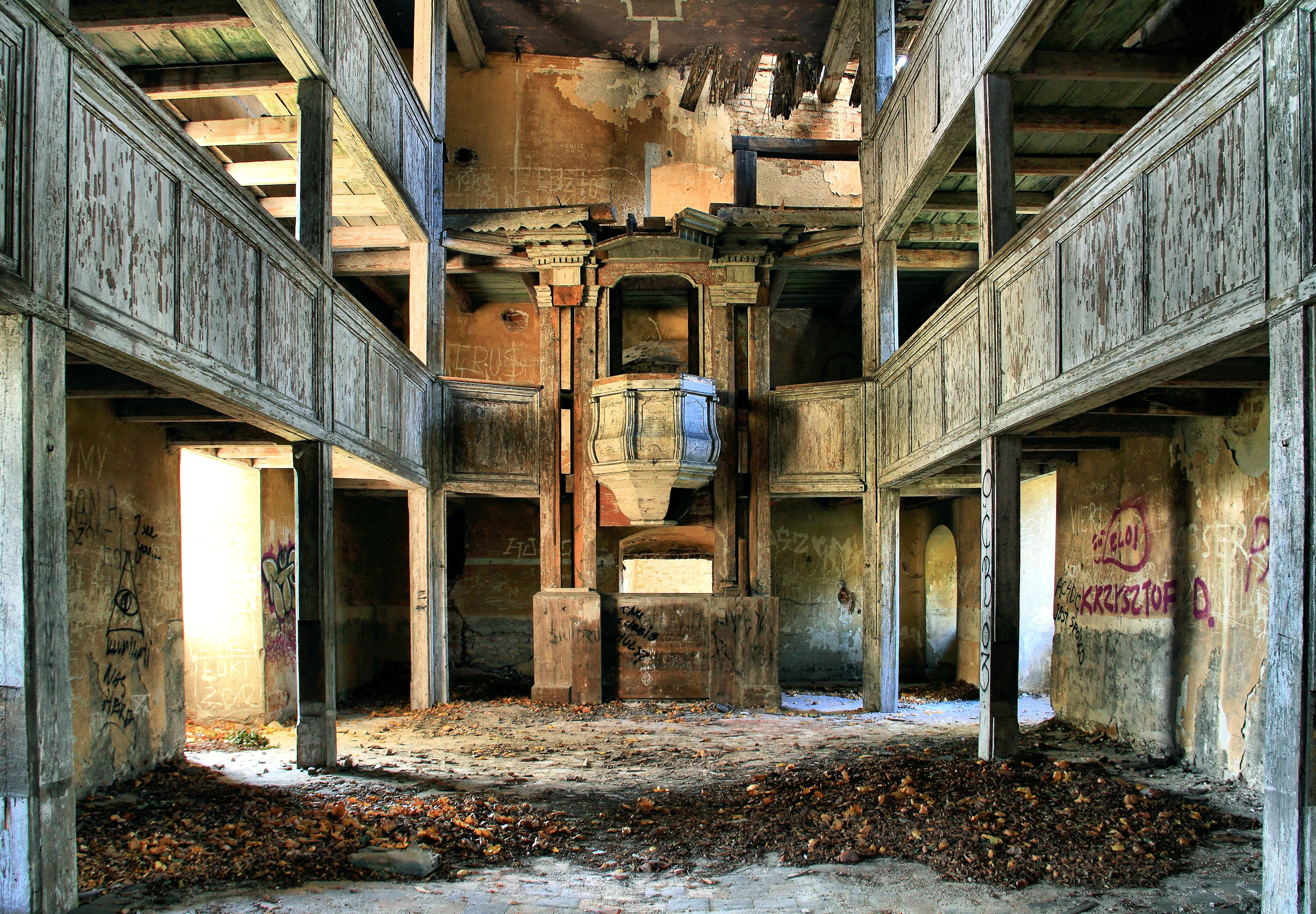
Inneres der Kirchenruine (2013)

Die Heinzenburg wurde 1295 durch den Glogauer Herzog Heinrich III. erbaut. Im Jahr 1419 wurde sie durch die Hussiten und im Dreißigjährigen Krieg durch die Kaiserlichen  sowie die Schwedische Armee endgültig zerstört.
Die Ruine der Burg wurde Ende 1751 als evangelische Kirche eingeweiht und diente den Untertanen von Heinzenburg, Heinzendorf, Herbersdorf, Neudorf und Neuguth als Gemeindekirche. Sie erhielt 1881 einen an der Umfriedung stehenden Glockenturm. Gegen Ende des Zweiten Weltkrieges wurde die Kirche stark beschädigt und verfiel zunehmend.
Heinzenburg hatte um 1840 sieben Häuser und 93 Einwohner, von denen vier katholisch waren. Im Juli 1842 wurde der Bankier Prausnitzer in Liegnitz Besitzer des Orts. Da er Jude war, wurde die preußische Regierung Patronatsherr der Kirche. Mit der Kirche wurde 1751 eine evangelische Schule eingerichtet. Um 1840 unterrichteten ein Lehrer und ein Hilfslehrer, der auch in Neudorf unterrichtete.
1874 wurde die Landgemeinde Heinzenburg dem Amtsbezirk Neuguth eingegliedert. Die Landgemeinde Neuguth wurde am 4. April 1929 in Heinzenburg umbenannt, die entsprechende Umbenennung des Amtsbezirks Neuguth erfolgte am 21. November 1931. Die Landgemeinde Groß Heinzendorf kam 1933 zum Amtsbezirk hinzu. Am 1. April 1938 erfolgte die Eingliederung der Gemeinde Heinzenburg in die Gemeinde Groß Heinzendorf sowie die Umbenennung des Amtsbezirks Heinzenburg in Groß Heinzendorf.
Als Folge des Zweiten Weltkriegs fiel Heinzenburg 1945 mit dem größten Teil Schlesiens an Polen und wurde in Nowinki umbenannt. Die deutsche Bevölkerung wurde, soweit sie nicht vorher geflohen war, weitgehend vertrieben. Die neu angesiedelten Bewohner waren teilweise Zwangsumgesiedelte aus Ostpolen, das an die Sowjetunion gefallen war.

## Sehenswürdigkeit und Baudenkmal
Die Ruine der ehemaligen evangelischen Kirche ist in das nationale Denkmalregister der Woiwodschaft eingetragen. Sie wurde 1751 und 1881 erbaut auf dem Fundament der 1642 zerstörten Heinzenburg.